# Saint-Antonin-de-Sommaire
Saint-Antonin-de-Sommaire település Franciaországban, Eure megyében. Lakosainak száma 213 fő (2022. január 1.). Saint-Antonin-de-Sommaire Ambenay, Les Bottereaux, Juignettes, Rugles, Saint-Martin-d’Écublei és Saint-Nicolas-de-Sommaire községekkel határos.

## Népesség
A település népessége az elmúlt években az alábbi módon változott:
| Lakosok száma | 186  | 182  | 188  | 175  | 175  | 186  | 183  | 198  | 206  | 213  |
|               | 1968 | 1982 | 1990 | 2006 | 2013 | 2015 | 2017 | 2019 | 2020 | 2022 |